# Haley Johnson
Haley Johnson (* 8. Dezember 1981) ist eine ehemalige US-amerikanische Biathletin.
Haley Johnson startete für den Lake Placid Ski Club. Die ehemalige Studentin der National Sports Academy, des Bates College und der University of Maine wurde von Per Nilsson und Patrick Coffey trainiert. 2005 startete sie erstmals bei Rennen im Rahmen des Biathlon-Europacups. Im Einzel von Garmisch-Partenkirchen wurde Johnson 26. Bestes Ergebnis war ein neunter Rang bei einem Verfolgungsrennen desselben Jahres in Gurnigel. Mit der Staffel schaffte sie zweimal einen fünften Platz. In Östersund trat Johnson bei den Biathlon-Weltmeisterschaften 2008 an und startete dort in vier Rennen. Im Einzel wurde sie 78., 53. im Sprint und 52. im Verfolgungsrennen. Mit der Frauen-Staffel, zu der auch Tracy Barnes, Lanny Barnes und Caitlin Compton gehörten, erreichte sie Platz 18. Anschließend startete sie mehrfach im Biathlon-Weltcup 2007/2008 und erreichte Ergebnisse zwischen Platz 50 und 60. Zwei Rennen im Rahmen des Nordamerika-Cups konnte sie in der Saison gewinnen. In der Saison 2008/09 bildet Johnson mit Laura Spector das A-Team der US-Auswahl und startet im Weltcup. Bei den Biathlon-Weltmeisterschaften 2009 belegte sie im Einzelrennen Platz 23. Ihr zunächst bestes Weltcupresultat erreichte Haley Johnson in der Saison 2009/2010, als sie im Einzelrennen in Pokljuka Platz 21 belegte. Haley Johnson nahm an den Olympischen Winterspielen 2010 teil. Ihr bestes Resultat war der 66. Platz im Einzel. Mit der Staffel belegte sie Rang 17. Auch in Nordamerika konnte sie in der Saison Erfolge verzeichnen. Im Sprint der Nordamerikanischen Meisterschaften im Biathlon 2010 in Fort Kent gewann sie hinter Tracy Barnes-Coliander und der Kanadierin Claude Godbout die Bronzemedaille. Bei den gleichzeitig stattfindenden US-Meisterschaften wurde sie, da Godbout hier nicht gewertet wurde, Zweite. In der Verfolgung und im Massenstart wurde sie Fünfte im Rahmen der Nordamerika-Meisterschaften, Vierte im Rahmen der US-Meisterschaften. Nachdem sie die Saison 2010/2011 wieder mit eher mäßigen Leistungen begonnen hatte, erreichte sie am Ende des Winters in Oslo den 21. Platz in der Verfolgung und Rang 22 im Sprint. Nach der Saison 2010/2011 gab Johnson ihren Rücktritt bekannt.
Haley Johnsons Geschwister Kara und Lars betreiben Freestyle-Skiing.

## Biathlon-Weltcup-Platzierungen
Die Tabelle zeigt alle Platzierungen (je nach Austragungsjahr einschließlich Olympische Spiele und Weltmeisterschaften).
- 1.–3. Platz: Anzahl der Podiumsplatzierungen
- Top 10: Anzahl der Platzierungen unter den ersten zehn (einschließlich Podium)
- Punkteränge: Anzahl der Platzierungen innerhalb der Punkteränge (einschließlich Podium und Top 10)
- Starts: Anzahl gelaufener Rennen in der jeweiligen Disziplin
- Staffel: inklusive Mixed- und Single-Mixed-Staffeln

| Platzierung | Einzel | Sprint | Verfolgung | Massenstart | Staffel | Gesamt |
| ----------- | ------ | ------ | ---------- | ----------- | ------- | ------ |
| 1. Platz    |        |        |            |             |         |        |
| 2. Platz    |        |        |            |             |         |        |
| 3. Platz    |        |        |            |             |         |        |
| Top 10      |        |        |            |             | 2       | 2      |
| Punkteränge | 2      | 2      | 2          | 1           | 10      | 17     |
| Starts      | 11     | 24     | 8          | 1           | 11      | 55     |